# Glossodoris lamberti
Glossodoris lamberti is een zeenaaktslak die behoort tot de familie van de Chromodorididae. De wetenschappelijke soortaanduiding lamberti is een ode aan de Franse malacoloog Pierre Lambert.

## Kenmerken
Glossodoris lamberti wordt maximaal vijf centimeter lang. 

## Leefwijze
Het voedsel bestaat voornamelijk uit sponzen.

## Verspreiding en leefgebied
Deze slak leeft in het westen van de Grote Oceaan, waar ze vaak wordt aangetroffen langs de kusten van Indonesië. 